# Kaltenbrunn (Spalt)
Kaltenbrunn (fränkisch: Kaldnbrunn) ist ein Gemeindeteil der Stadt Spalt im Landkreis Roth (Mittelfranken, Bayern). Kaltenbrunn liegt in der Gemarkung Spalt.

## Geografie
Die Einöde liegt an der Fränkischen Rezat. Ein Anliegerweg führt zur Kreisstraße RH 13 bei Spalt (0,2 km nördlich).

## Geschichte
Der Ort wurde 1871 erstmals schriftlich erwähnt. Der Hof wurde auf dem Gemeindegebiet von Großweingarten gegründet und nach dem gleichlautenden Flurgrundstück benannt. Am 1. Januar 1972 wurde Kaltenbrunn im Zuge der Gebietsreform in Bayern nach Spalt eingegliedert.

## Einwohnerentwicklung
| Jahr      | 001871 | 001885 | 001900 | 001925 | 001950 | 001961 | 001970 | 001987 | 002015 |
| Einwohner | 3      | 4      | 7      | 2      | 8      | 8      | 2      | 0      | 6      |
| Häuser    |        | 1      | 1      | 1      | 1      | 1      |        | 1      |        |
| Quelle    | [ 6 ]  | [ 11 ] | [ 12 ] | [ 13 ] | [ 14 ] | [ 15 ] | [ 16 ] | [ 17 ] | [ 1 ]  |

## Religion
Der Ort ist römisch-katholisch geprägt und war ursprünglich nach St. Michael (Großweingarten) gepfarrt, heute ist die Pfarrei St. Emmeram (Spalt) zuständig. Die Einwohner evangelisch-lutherischer Konfession sind nach St. Michael (Fünfbronn) gepfarrt.